# Barueri
Barueri je grad u Brazilu, u državi São Paulo i ima 274201 stanovnika i jedan je od najbogatijih gradova Brazila. Nalazi se 25 km sjevernozapadno od grada São Pauloa.